# Pélops fils d'Agamemnon
 (août 2024).
Pour les articles homonymes, voir Pélops (homonymie).
Pélops est un personnage de la mythologie grecque. Il est le fils d'Agamemnon et de sa concubine Cassandre, fille de Priam. Il porte le même nom que son arrière-grand-père paternel, Pélops fils de Tantale. Son frère Télédamos et lui sont tués par Clytemnestre et Égisthe alors qu'ils sont enfants.